# 百年好合
《百年好合》是由香港導演杜琪峰和韋家輝聯合執導的2003年愛情喜劇片，由鄭秀文、古天樂、李冰冰联袂主演。

## 劇情
事業有成又多金的富商洪飛虎（古天樂飾）是標準的高富帥，喜愛四處泡妞，只要玩完即刻分手，傷盡所有女人心。號稱傷女王的他，因縱慾過度而敗腎傷身，不得已與屬下肥龍（林雪飾）等一干人到四川峨嵋山求醫。
到了峨嵋，峨嵋派的代理掌門滅絕（鄭秀文飾）看不慣飛虎的花心與薄情，先故意惡整了飛虎一番才真正為他調理身體。某日因被始亂終棄而精神錯亂離開峨嵋的真正掌門李莫愁（李冰冰飾）回到峨嵋山，並要求滅絕一個月內練成「傷心斷腸劍」，成為峨嵋掌門人，否則要殺盡峨嵋弟子。「傷心斷腸劍」必須是傷心的人才能領悟，尤其以情傷最佳。但滅絕不曾戀愛過，峨嵋派弟子們建議滅絕求助洪飛虎，必可一嚐傷心的滋味。
滅絕前往香港，立刻被飛虎的浪漫攻陷，陷入熱戀。但因為滅絕「傻大姐」的性格，飛虎無論如何與別的美女勾搭，滅絕都無動於衷，直到飛虎即將與未婚妻Cate（韓君婷飾）結婚，滅絕體悟到傷心滋味後隻身回到峨嵋山，卻見到李莫愁已在山上而與其過招，發現自己真的愛上滅絕的飛虎跟著上峨嵋山並向決鬥中的滅絕告白，不料此舉讓滅絕不再傷心而屈居下風，心急如焚的飛虎在峨眉祖師婆婆雕像裙下發現峨嵋派最強劍法「百年好合」的口訣，滅絕與李莫愁皆有過戀愛甜蜜的經驗而順利施展，威力驚人且劍鳴四方，最後平手收場。領悟百年好合後的李莫愁恢復正常重歸掌門之位，而滅絕則正式成為飛虎女朋友。
傷心斷腸劍劇中劍式名：
一、歡情太短；
二、若即若離；
三、吵吵鬧鬧；
四、愛恨交纏；
五、貌合神離；
六、欲斷難斷；
七、肝腸寸斷；
八、百年好合；
九、百子千孫（古天樂藉前式想像自創）。

## 演員
| 演員   | 角色       |
| 古天樂 | 洪飛虎     |
| 鄭秀文 | 滅絕       |
| 李冰冰 | 李莫愁     |
| 林雪   | 肥龍       |
| 韓君婷 | Cat        |
| 張錦程 |            |
| 夏雨   | 洪飛虎父   |
| 李楓   | 洪飛虎母   |
| 衛華   |            |
| 游航   |            |
| 周楠   |            |
| 顏穎思 | 警察 Susan |
| 李思蓓 | 空姐 Susan |
| 葉景文 |            |
| 羅永昌 | 的士司機   |
| 鄭保瑞 | 警察       |

## 取景
九龍塘雅息士道休憩花園、灣仔香港會議展覽中心

## 幕後人員
- 動作設計：馬玉成
- 錄音：李先國
- 美術：陳錦河、余家安
- 場記：方思行
- 燈光：胡國超
- 化妝：關莉娜、秦秀霞
- 執行導演：羅永昌
- 道具：林偉健
- 服裝：鄧汝好
- 出品人：向華強
- 混音：卓保怡
- 副導演：羅永昌、卓寶蘭
- 髮型：鄺得恩
- 助理指導：王偉順

## 播放時間
| 香港 ViuTV 星期六20:30-22:30節目 | 香港 ViuTV 星期六20:30-22:30節目                                 | 香港 ViuTV 星期六20:30-22:30節目 |
| -------------------------------- | ---------------------------------------------------------------- | -------------------------------- |
|                                  | （亞洲聯合財務YES UA呈獻：週六好戲勢）百年好合 （2021年2月13日） |                                  |
| 亞洲早晨 (2021年2月13日)         | 信用欺詐師 運勢篇SP （2021年2月13日）                            |                                  |

## 外部連結
- 開眼電影網上《百年好合》的資料（繁體中文）
- 香港影庫上《百年好合》的資料（繁體中文）
- 豆瓣电影上《百年好合》的資料 （简体中文）
- 时光网上《百年好合》的資料（简体中文）
- AllMovie上《百年好合》的资料（英文）
- 爛番茄上《百年好合》的資料（英文）
- 互联网电影数据库（IMDb）上《百年好合》的资料（英文）